# Neoxestolabus
Neoxestolabus es un género de coleóptero de la familia Attelabidae.

## Lista de especies
Las especies de este género son:
- Neoxestolabus megalomus
- Neoxestolabus jatahyensis
- Neoxestolabus clinolaboides
- Neoxestolabus rufus